# Tour de Qatar
El Tour de Qatar és una cursa ciclista per etapes que es disputa cada any per les carreteres de Qatar. Es disputa des de l'any 2002 i és organitzada per l'Amaury Sport Organisation, la societat organitzadora del Tour de França. És una de les poques curses per etapes en què els esprínters són els clars favorits de cara a aconseguir la victòria a la classificació general.
El primer vencedor fou l'alemany Thorsten Wilhelms i el ciclista amb més victòries és el belga Tom Boonen, amb quatre.
A finals del 2016 anunciaren la cancel·lació de l'edició del 2017 per manca de patrocinadors.

## Palmarès
| Any  | Vencedor           | Segon              | Tercer                      |
| ---- | ------------------ | ------------------ | --------------------------- |
| 2002 | Thorsten Wilhelms  | Damien Nazon       | Rudie Kemna                 |
| 2003 | Alberto Loddo      | Olaf Pollack       | Ján Svorada                 |
| 2004 | Robert Hunter      | Robbie McEwen      | Tom Boonen                  |
| 2005 | Lars Michaelsen    | Matti Breschel     | Fabrizio Guidi              |
| 2006 | Tom Boonen         | Erik Zabel         | Aurélien Clerc              |
| 2007 | Wilfried Cretskens | Tom Boonen         | Steven de Jongh             |
| 2008 | Tom Boonen         | Steven de Jongh    | Greg Van Avermaet           |
| 2009 | Tom Boonen         | Heinrich Haussler  | Roger Hammond               |
| 2010 | Wouter Mol         | Geert Steurs       | Tom Boonen                  |
| 2011 | Mark Renshaw       | Heinrich Haussler  | Daniele Bennati             |
| 2012 | Tom Boonen         | Tyler Farrar       | Joan Antoni Flecha Giannoni |
| 2013 | Mark Cavendish     | Brent Bookwalter   | Taylor Phinney              |
| 2014 | Niki Terpstra      | Tom Boonen         | Jürgen Roelandts            |
| 2015 | Niki Terpstra      | Maciej Bodnar      | Alexander Kristoff          |
| 2016 | Mark Cavendish     | Alexander Kristoff | Greg Van Avermaet           |